# Ореховица (Загорје об Сави)
Ореховица (словен. Orehovica) је насељено место у општини Загорје об Сави, Засавска регија, Словенија.

## Историја
До територијалне реорганизације у Словенији била је у саставу старе општине Загорје об Сави.

## Становништво
У попису становништва из 2011. године, Ореховица је имала 147 становника.
| Број становника према пописима | Број становника према пописима | Број становника према пописима |
| ------------------------------ | ------------------------------ | ------------------------------ |
| 1991                           | 2002                           | 2011                           |
| 110                            | 121                            | 147                            |

Напомена: Године 1990. увећан за део насеља Подлиповица. Године 2008. повећан за део насеља Брезје.